# Tieste-Uragnoux
Tieste-Uragnoux é uma comuna francesa na região administrativa de Occitânia, no departamento de Gers. Estende-se por uma área de 6,1 km². Em 2010 a comuna tinha 167 habitantes (densidade: 27,4 hab./km²).